# مستقبل منشط لمكاثر البيروكسيسوم-دلتا
المستقبلات المنشطة لمكاثر البيروكسيسوم-بيتا ( و تدعى أحياناً بدلتا) (β أو δ)، المعروفة أيضا باسم NR1C2 ،  من الفصيلة الفرعية للمستقبلات النووية 1، المجموعة ج، عضو 2. و هي مستقبلات نووية في البشر يتم ترميزها من قبل جين مستقبلات مكاثر البيروكسيسوم المنشطة.
هذا الجين يُرٓمِّز عضواً من عائلة مستقبلات مكاثر البيروكسيسوم المنشطة . تم التعرف عليه لأول مرة في زينوبوس في عام 1993. 

## تأثيره الدوائي
هناك عدد من الليجندات ذات الانجذابية العالية ( high affinity ligands) قد تم تطويرها لمستقبلات مكاثر البيروكسيسوم المنشطة-بيتا، بما في ذلك GW501516 و GW0742، والتي تلعب دورا هاما في الأبحاث.
تبين في إحدى الدراسات باستخدام هذه الروابط أن ناهض المستقبلات المنشطة لمكاثر البيروكسيسوم-بيتا تغير من تفضيل الجسم للوقود من الجلوكوز إلى ليبيدات.

## التفاعلات
المستقبل المنشط لمكاثر البيروكسيسوم-دلتا ظهر يتفاعل مع HDAC3 و NCOR2.

## روابط خارجية
- PPAR+delta في المكتبة الوطنية الأمريكية للطب نظام فهرسة المواضيع الطبية (MeSH).